# Rolls-Royce Trent
Els Rolls-Royce Trent són una família de motors d'aviació turboventiladors d'alt índex de derivació de tres etapes de compressió fabricat per l'empresa britànica Rolls-Royce plc. Els membres d'aquesta família són derivats de l'RB211 que ofereixen un empenyiment nominal de 240 a 430 kN. L'Airbus A330, l'A340, l'A350, l'A380, el Boeing 777 i el 787 en fan servir diferents variants. Els motors Trent també s'han adaptat per a diverses aplicacions marítimes i industrials.